# Byblia badiata
Byblia badiata är en fjärilsart som beskrevs av Karl Grünberg 1910. Byblia badiata ingår i släktet Byblia och familjen praktfjärilar. Inga underarter finns listade i Catalogue of Life.